# Jan III. Sobieski
Jan III. Sobieski, Turky zvaný Lev z Lechistánu, (17. srpna 1629, Olesk na Červené Rusi – 17. června 1696, Vilanov u Varšavy) byl velký korunní hejtman a vrchní velitel vojsk Polsko-litevské unie (od roku 1668) a polský král (od roku 1674).
Je považován za posledního z velkých polských králů a jednoho z největších turkobijců. V roce 1683 přitáhl v čele spojených polsko-litevsko-německo-rakouských jednotek na pomoc Turky obležené Vídni a v bitvě u Vídně (12. září 1683) rozdrtil podstatně silnější turecká vojska vedená pašou Karou Mustafou, čímž zastavil turecký postup do nitra Evropy. Ve vnitrostátní politice však, podobně jako jeho předchůdci, uspět nedokázal – jeho snahy upevnit královskou moc a prosadit nástupnictví pro svého syna zcela selhaly.

## Život a vláda

### Mládí a vojenská kariéra do roku 1673
Jan Sobieski se narodil 17. srpna 1629 v Olesku na Červené Rusi (dnes v Lvovské oblasti, Ukrajina). Vzdělání nabyl jednak na krakovské univerzitě, jednak na svých dlouhých cestách po Anglii, Francii a německých zemích. Především pobyt ve Francii významně ovlivnil jeho politický postoj. Byl odvážným válečníkem a roku 1668 se stal vrchním velitelem vojsk Republiky obou národů. Po svém návratu ze zahraničí se roku 1648 účastnil bojů u Zborova a roku 1651 u Berestečka, účastnil se také válek se Švédy i s Ruskem.
Po abdikaci Jana II. Kazimíra, za vlády krále Michala Korybuta Wiśniowieckého stál v čele profrancouzské strany, tedy v opozici proti králi. Frankofilská strana králi vyčítala přílišné spojenectví a přisluhovačství sousedním Habsburkům. Pro královskou frakci vedl Stefan Czarniecki. Nový turecký vpád na polské území a dobytí Kamence Podolského Turky vyhrotil vztah mezi Sobieskim a králem na nejvyšší možnou míru. Poté, co turecká vojska oblehla Lvov, se Sobieski postavil do čela armády a uštědřil Turkům zdrcující porážku v bitvě u Chotynu dne 11. listopadu 1673. Zbytek turecké armády vyklidil Polsko bez boje.

### Po zvolení králem v roce 1674
Téhož roku umřel mladý král Michal Korybut. V bouřlivých jednáních se střetla strana prohabsburská a profrancouzská. Nedávné vítězství nakonec vyneslo na uprázdněný trůn hejtmana Jana Sobieského. Za krále byl zvolen 21. května 1674, přestože habsburský kandidát Karel V. Lotrinský již shromažďoval vojsko u slezských hranic.
Jan byl prostřednictvím svého sňatku s Marií Kazimírou d’Arquien, uzavřeném roku 1665, spojen s Francií. Na základě francouzské politické a finanční podpory se snažil urovnat poměry v zemi a zajistit její zahraniční politické postavení. Roku 1675 vstoupil do spolku s Francií a se Švédy proti císaři a jeho spojenci kurfiřtovi braniborskému. Jedním z cílů bylo navrácení knížecích Prus pod polskou korunu.
Ve spojenectví s Ruskem odrazil král Jan v letech 1675 (bitva u Lvova) a 1676 (bitva u Zorawna) další turecké útoky. Prostřednictvím Francie byla roku 1676 ukončena válka s Turky. Smlouvou v Žuravně bylo Polsko zbaveno poplatků a obdrželo zpět dvě třetiny Ukrajiny, třetí část měla zůstat pod vrchností tureckou. Když ale pominulo bezprostřední turecké nebezpečí, obnovily se obvyklé spory mezi šlechtickou oligarchií a králem i mezi jednotlivými skupinami polské šlechty. Chvíli se uvažovalo i tom, že by byl Jan zbaven koruny, neboť většina reforem, které chtěl Jan prosadit, nebyla pro hrdou polskou šlechtu přijatelná.

### Bitva u Vídně

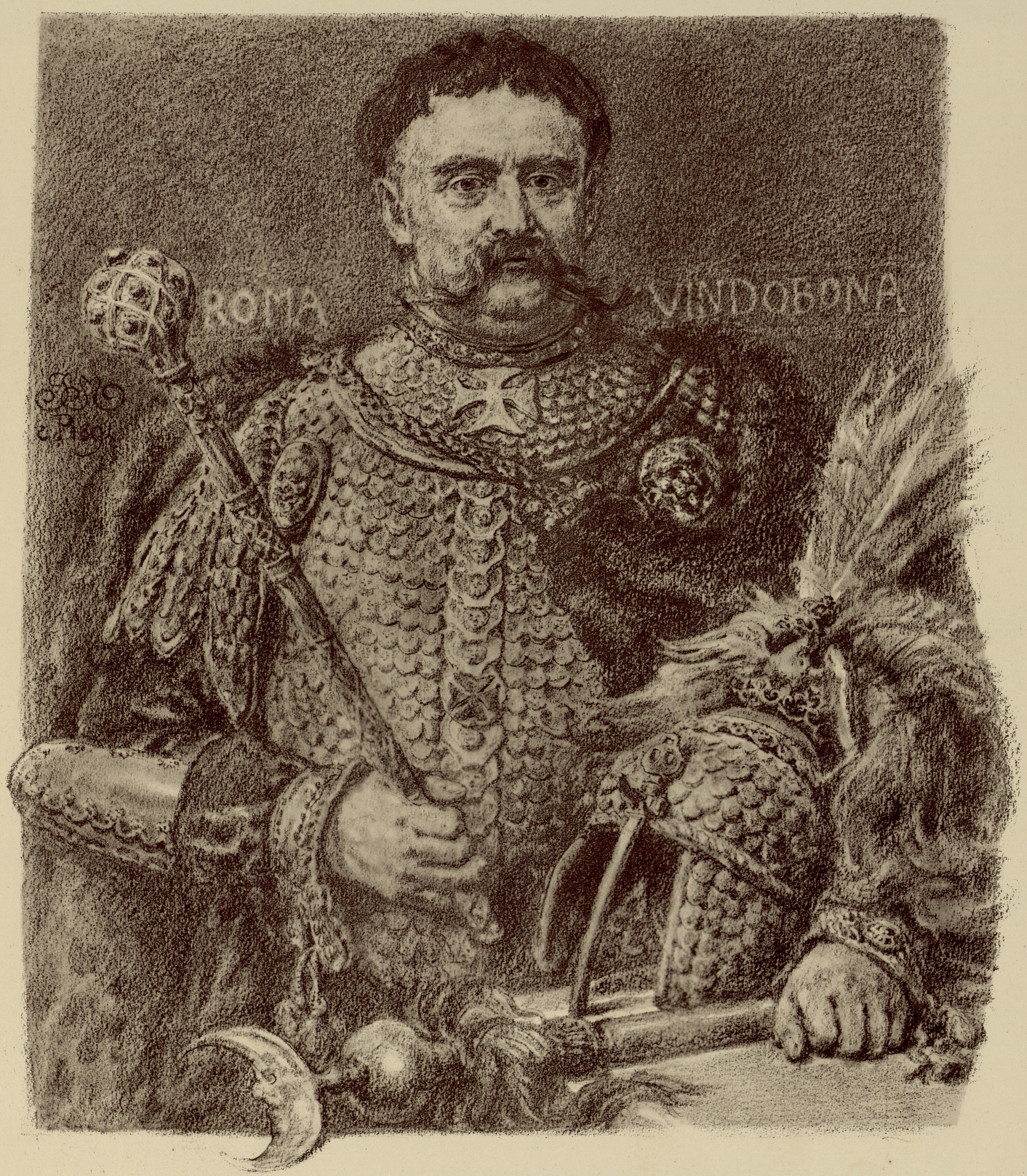
Jan III. Sobieski (Jan Matejko, 19. století

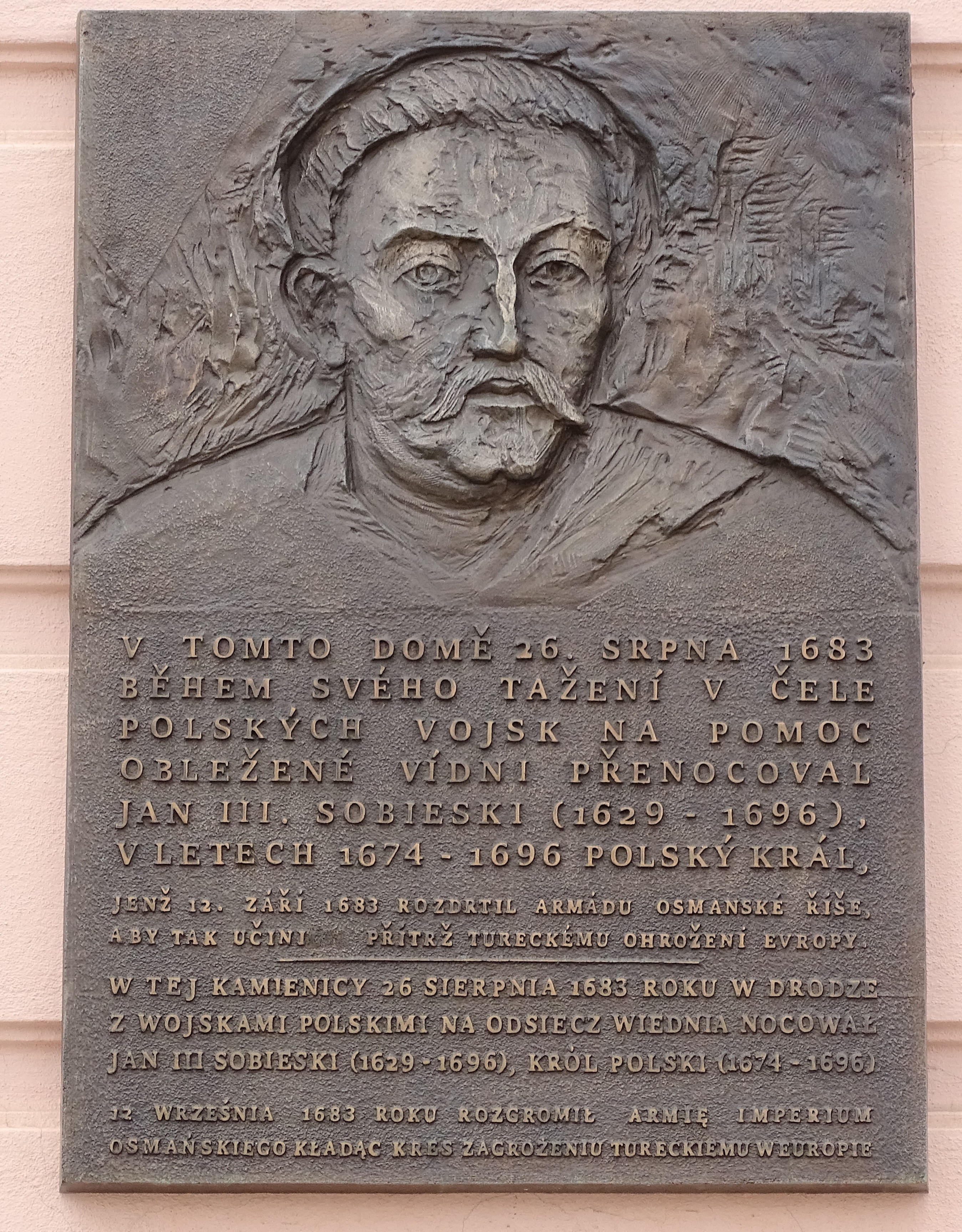
Pamětní deska Jana III. Sobieského v Olomouci u příležitosti pobytu 26. 8. 1683.

Neřešitelnou situaci vyřešila turecká expanze, která byla tentokrát vedena přímo proti Vídni. V tureckém světě se objevila nová osobnost – velkovezír Kara Mustafa, nejschopnější ekonom, ministr a vojevůdce sultána Mehmeda IV., který se opět pokusil proniknout do srdce Evropy. Král Jan se tedy musel rozhodnout, zda se přidrží podpory svých stoupenců z profrancouzských řad, nebo jestli přijme spojenectví s Habsburky. Nakonec využil možnosti spolupráce se svým jižním sousedem, zvláště když se skýtala naděje, že císař Leopold I. (1657–1705) podpoří volbu Janova syna Jakuba za budoucího polského krále. Vůdce profrancouzské strany Andrzeje Morsztyna obvinil ze spiknutí a zrady, čímž zpacifikoval opozici. V dubnu 1683 uzavřel s Habsburky smlouvu o přátelství. Na jejím základě se téhož roku zúčastnil bojů s Turky. Kara Mustafa přitáhl s armádou čítající přes sto tisíc hlav před Vídeň již v červenci. Jeho plán byl nechat Vídeň vyhladovět, aby se vzdala bez boje a zachovalo se tak velké množství kořisti. Frontální útok nařídil teprve tehdy, když ho dostihly zprávy o tom, že se ze západu valí německo-rakouské oddíly a ze severu postupuje elitní polská jízda. Polský král dorazil asi se 37 000 vojáky (20 000 jezdců) a rozhodujícím způsobem ovlivnil porážku Turků dne 12. září 1683. Vítězná strana přišla k mnoha tisícům zajatců a k obrovské kořisti, naopak Osmané byli zatlačeni nazpět a Kara Mustafa byl na rozkaz sultána popraven. Jan III. Sobieski se stal válečným hrdinou, což uznali i samotní Turci, u kterých si vysloužil jméno Lev z Lechistanu.

### Zahraniční politika
Nedlouho po vítězné bitvě byla uzavřena Svatá aliance mezi Polskem, Rakouskem, Svatým stolcem a některými německými státy. Sobieského armáda povzbuzená úspěchem pokračovala v tažení proti Turkům do Uher. Akce ale neměla valný úspěch, spojené oddíly Tatarů a polských přeběhlíků se Polákům dokázaly ubránit.
Rusko se po návštěvě rakouského poselstva rozhodlo připojit ke Svaté alianci, ovšem jen za předpokladu, že uzavře věčný mír s Polskem. Polsko v dubnu roku 1686 smlouvu o věčném míru skutečně podepsalo. Za slib pomoci proti Turkům získalo Rusko do trvalého vlastnictví Smolensk, Černigov, Kyjev a celou východní Ukrajinu. Dále byla potvrzena svoboda vyznání pro pravoslaví v Polsku s možností intervence při porušení dohody. Polsko bylo odškodněno pouze finančně. Ústupky učiněné polským státem byly de facto prvním krokem k pozdějšímu dělení Polska.

### Konec vlády
Neúspěšná výprava na Ukrajinu i odstoupení části území Rusku předznamenaly pád Sobieského. Současně v Polsku sílila vnitřní krize. Nemocný král, trpící dnou, ledvinovými kameny, vysokým tlakem, syfilidou a chronickou rýmou, se již nebyl schopen vypořádat se sílícími rozbroji mezi šlechtickými a magnátskými skupinami. Posledním činem byla snaha zajistit trůn synu Jakubovi, jakkoliv to odporovalo všem polským tradicím i zákonům. Podporu hledal u okolních panovnických rodů, kde se však vesměs nesetkal s kladnou odezvou.
Jan III. Sobieski zemřel 17. června 1696 naprosto osamocen s vědomím neúspěchu v pokusu sjednotit Polsko pod pevnou rukou panovníka a navždy zlomit moc Turků v Evropě. Naopak v důsledku osvobození Vídně narostla moc Habsburků ve střední Evropě a Prusko bylo uznáno okolním světem jako samostatný stát (1701). Věčný mír s Ruskem dal zbraň do rukou také Petrovi Velikému. Ironií osudu si o století později právě tyto tři mocnosti rozdělily Polsko mezi sebe.
Po smrti Sobieského následoval jeden rok bezvládí. Rakousko se jen velmi vlažně snažilo prosadit nástupnictví Jakuba, ale brzy přešlo na stranu saského kurfiřta Fridricha Augusta. Za saským kandidátem stálo i mocné Rusko, které se obávalo francouzského panovníka na polském trůně. Augustovým protikandidátem byl francouzský vévoda František de Conti, kterého podporovala většina polské šlechty a magnátstva. Zvoleni byli oba, ale pohotovější Fridrich August se nechal korunovat, čemuž jeho soupeř nedovedl zabránit. Volbou Fridricha Augusta začalo padesátileté období polsko-saské personální unie.

## Rodina
Od roku 1665 byla manželkou Jana Sobieskiho francouzská šlechtična Marie Kazimíra d’Arquien, zvaná také „Maryšenka“. Z jejich dětí se jen čtyři dožily dospělosti.
- Jakub Ludvík (1667–1737) ⚭ 1691 Hedvika Alžběta Amálie Sobieská (1673–1722)
- dcery – dvojčata (*/† 1669)
- Tereza Teofila (*/† 1670)
- Adelaida Ludvika (1672–1677)
- Marie Tereza (1673–1675)
- dcera (*/† 1674)
- Tereza Kunegunda (1676–1730) ⚭ 1695 bavorský kurfiřt Maxmilián II. Emanuel (1662–1726)
- Alexandr Benedikt (1677–1714); zemřel svobodný a bezdětný
- dcera (*/† 1678)
- Konstantin Vladislav (1680–1726) ⚭ 1708 Marie Jozefa Wessel (1685–1761)
- Jan (1682–1685)
- dcera (*/† 1694)

## Korespondence
Jan III. Sobieski po sobě zanechal rozsáhlou korespondenci, která přibližuje dobu válečných tažení proti Turkům. Korespondence poprvé vyšla česky v knižní podobě coby Dopisy Maryšence roku 1974 v nakladatelství Odeon.

## Zajímavosti

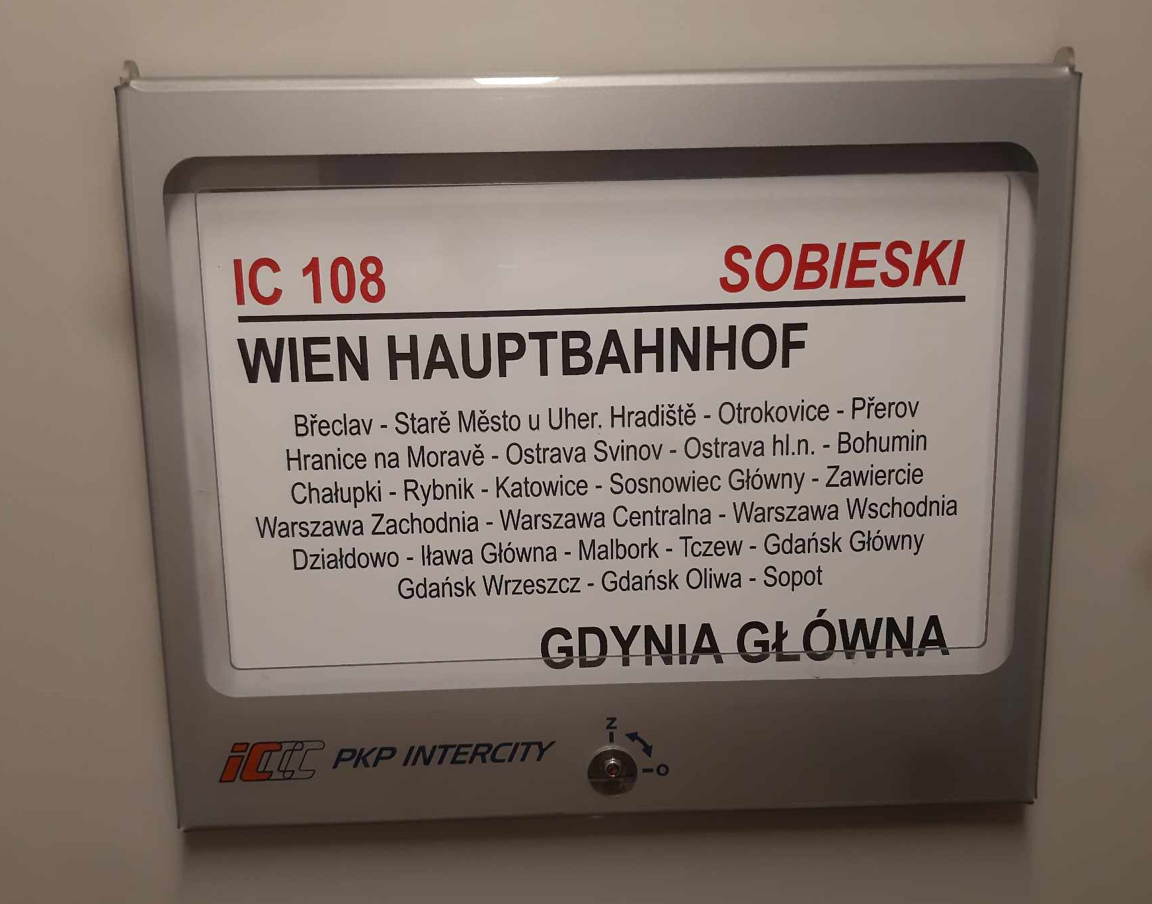
IC 108 Sobiecki

- Po tomto králi a na památku jeho tažení na pomoc Vídni byl pojmenován mezinárodní vlak jezdící po trase Varšava–Vídeň. Na počest Jana Sobieského také zavedl gdaňský astronom Jan Hevelius souhvězdí Štít Sobieského (Scutum Sobiescianum), které však později bylo zkráceno na Štít (latinsky Scutum).
- Porážku Turků díky Sobieskému připomínaly dlouho i rohlíky vídeňských pekařů, kteří okamžitě po vítězné bitvě začali tvarovat pečivo jako turecký půlměsíc. Dnes se ale již rohlíky „narovnaly“.
- V roce 2011 se objevil úmysl postavit ve Vídni na Kahlenbergu památník tomuto králi. Po zvolení sociálnědemokratického starosty Michaela Ludwiga však byla, z obav o politickou korektnost, stavba zrušena.[2]
- Grota Marysieńki – upomínka na pobyt Jana III. Sobieského a jeho ženy v Kolibkach v Gdyni.

### Reference

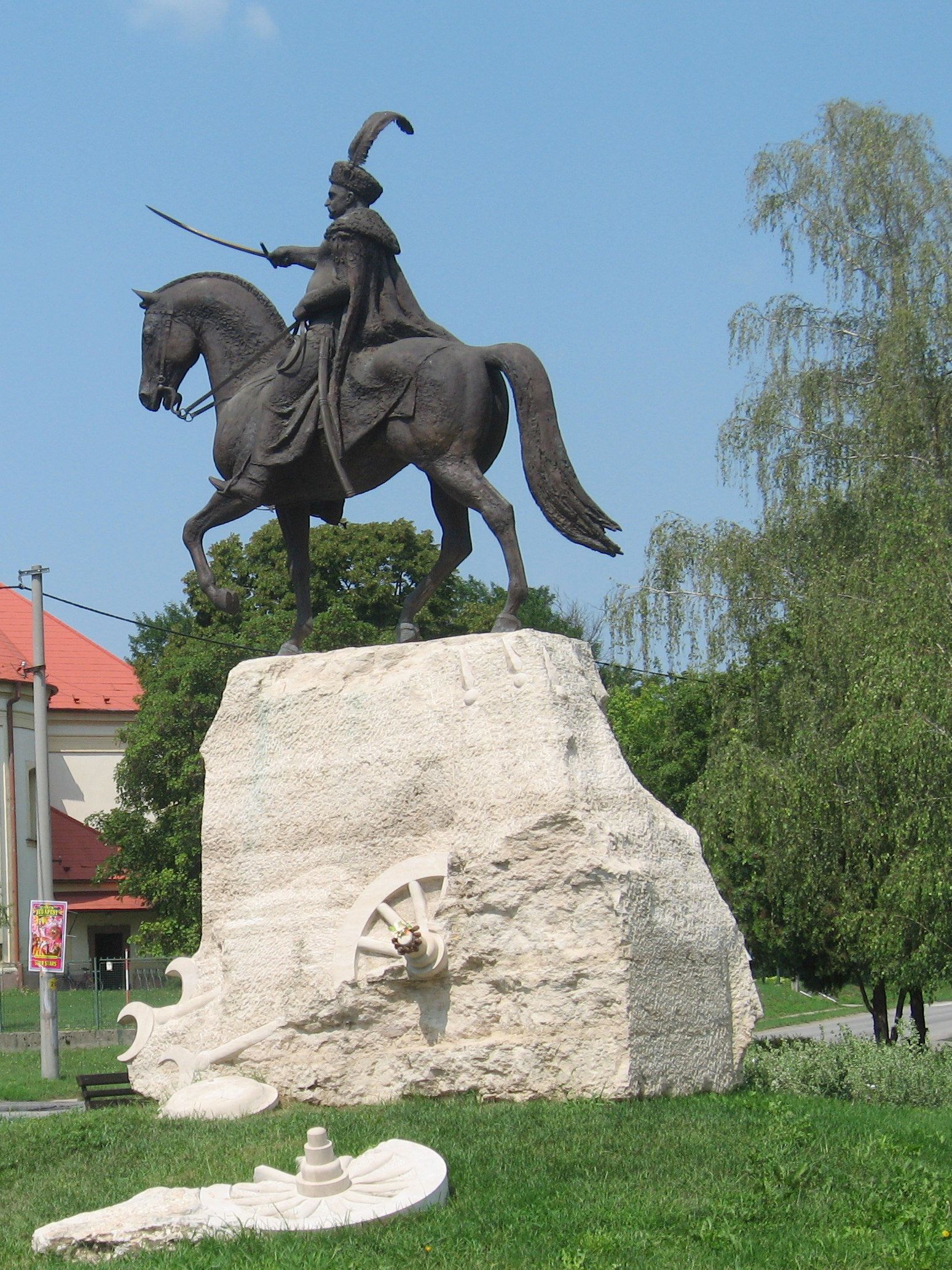
Památník ve Štúrově